# Procesión del Santo Entierro
La Procesión del Santo Entierro es un desfile religioso penitencial que se celebra por la tarde del Viernes Santo. 

## Propósito

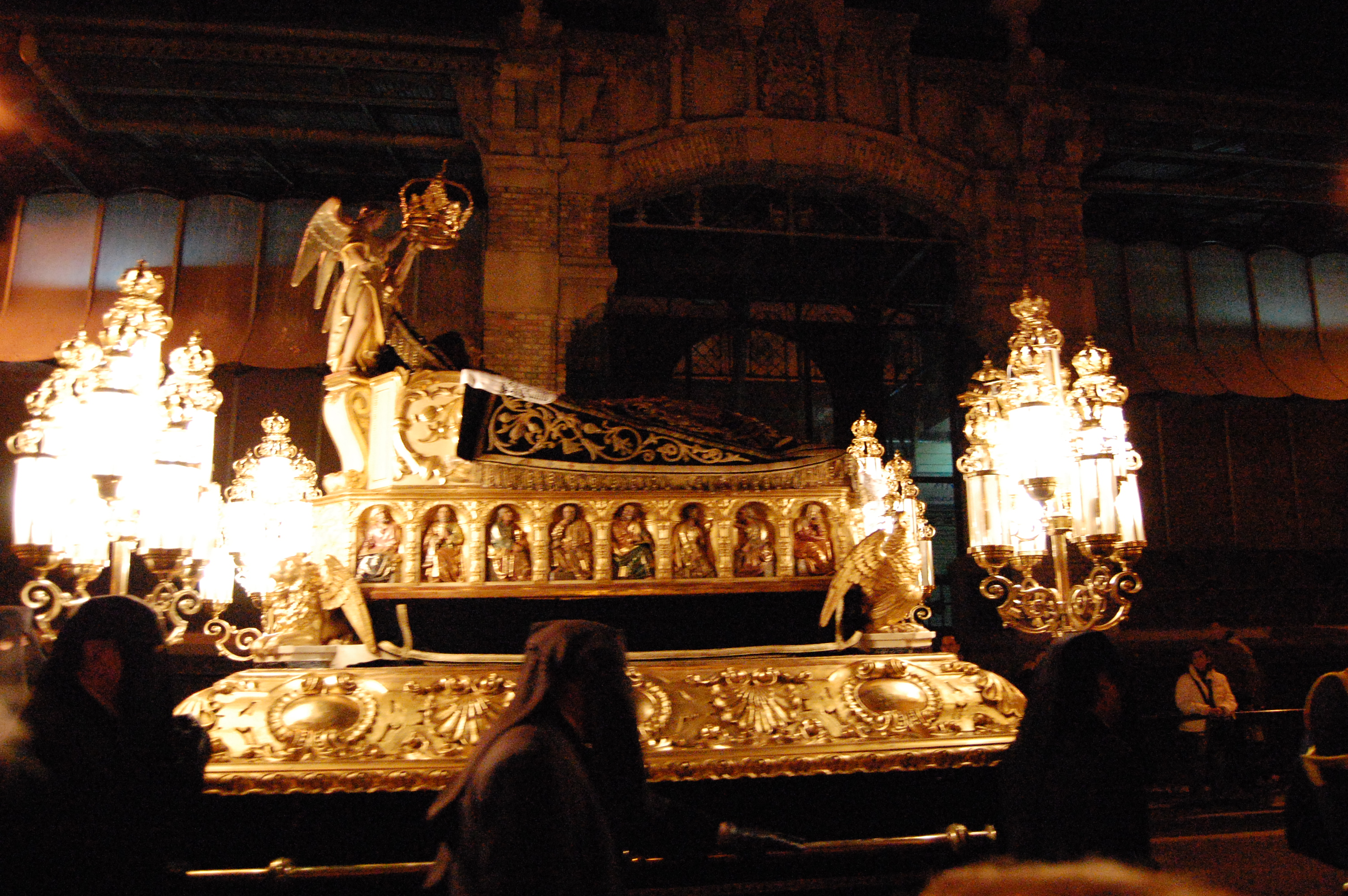
Cristo de la Cama, Zaragoza.

El propósito de la Procesión es representar y conmemorar el entierro de Jesucristo después de su muerte en la Santa Cruz el Viernes Santo y antes de su resurrección el Domingo de Resurrección como se narra en los Evangelios.

## Origen: inculturación misionera de los frailes dominicos en México

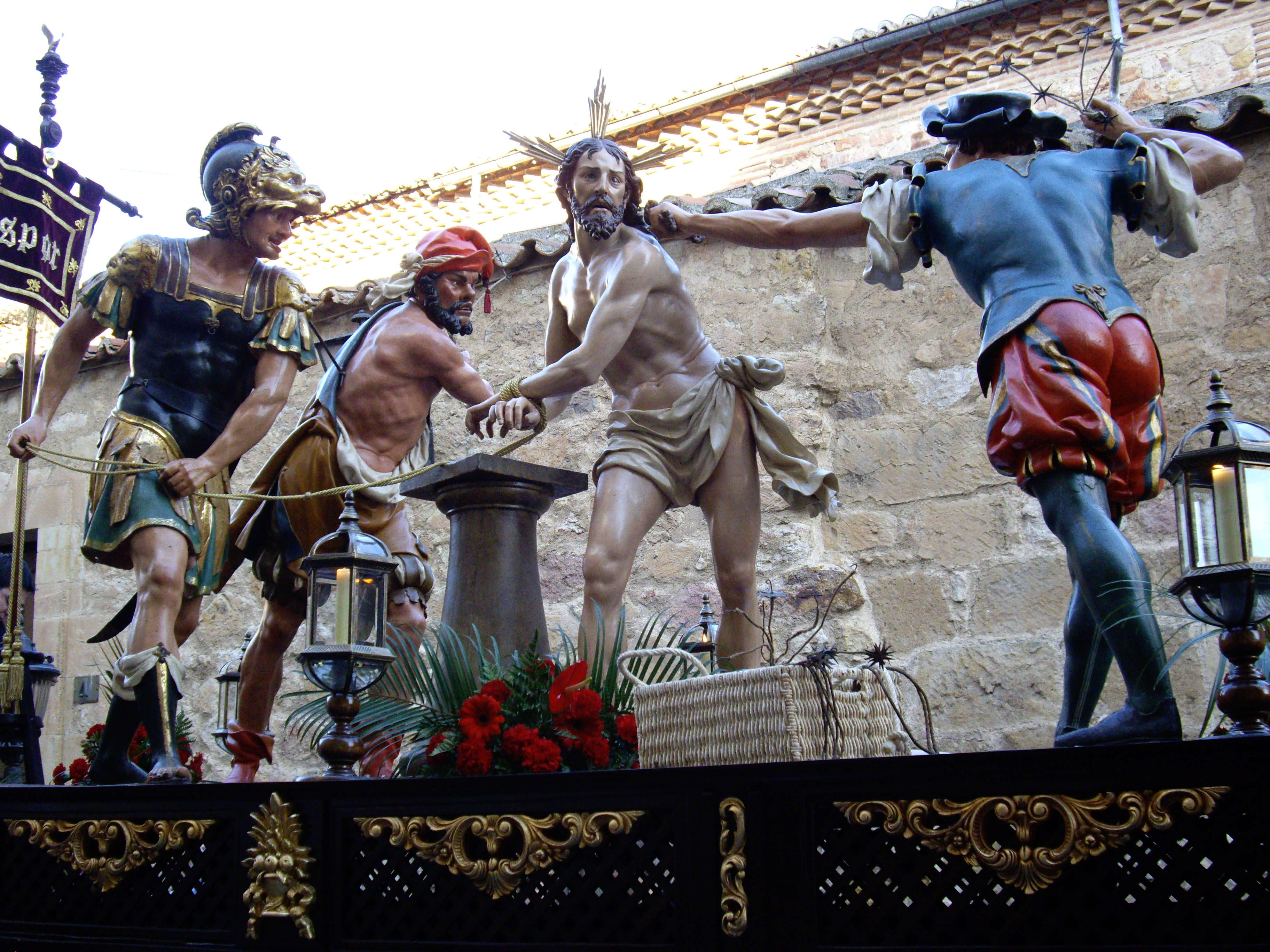
La Flagelación del Salvador, Salamanca.

Al asentarse en la zona de la mixteca oaxaqueña los frailes dominicos instauraron una costumbre que llegará a ser tan popular que también será adoptada por la Orden de San Francisco. Se trata de la procesión del Santo Entierro en el día de Viernes Santo. El dominico Fray Agustín Dávila Padilla describe, a finales del siglo XVI, en qué consistía esta procesión.
La procesión desarrolló más bombo, circunstancia y decoro a lo largo de los siglos como lo señaló Giovanni Francesco Gemelli Carreri que visitó México en 1697.

## Difusión

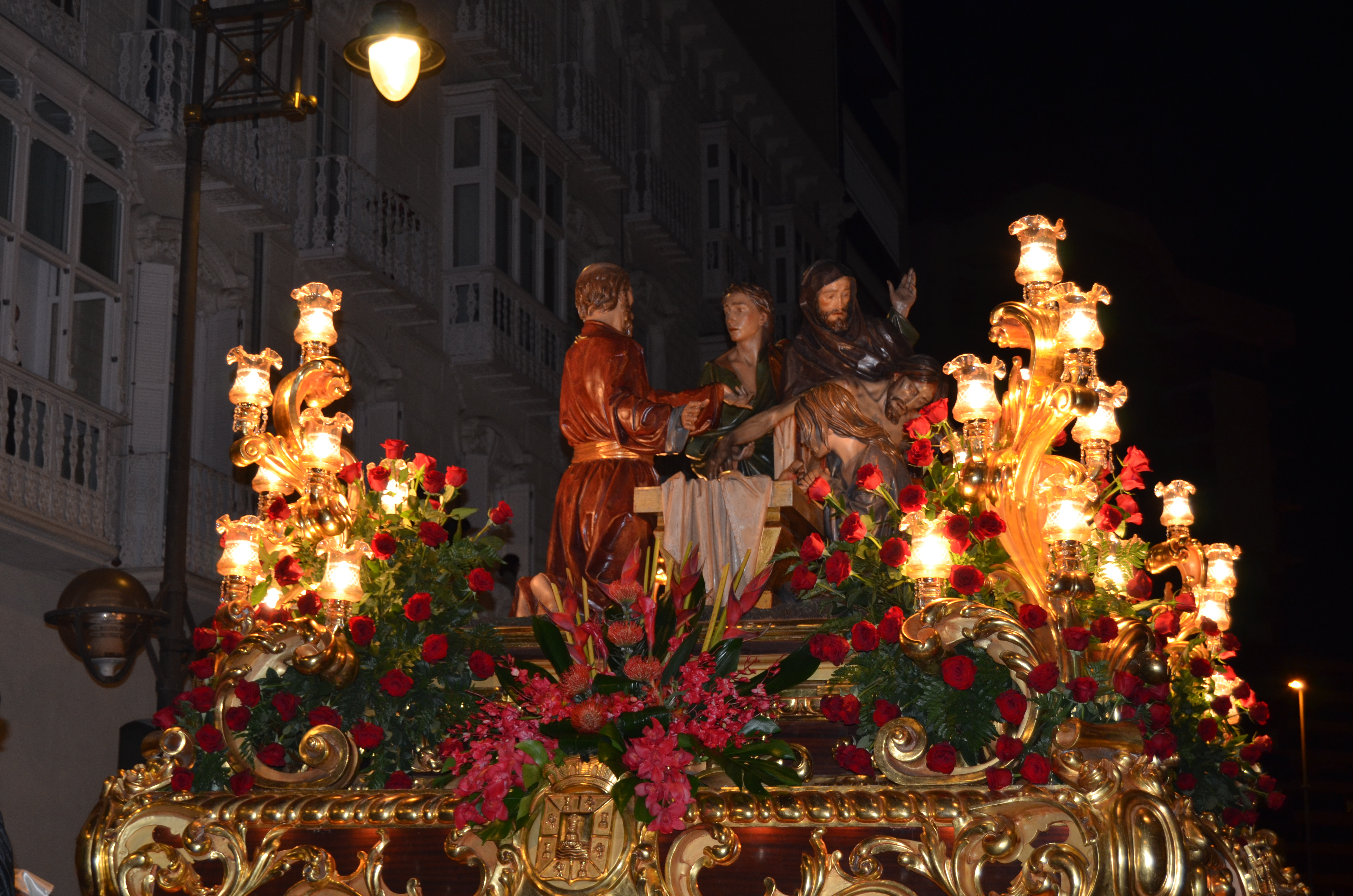
Santo Enterramiento, Cartagena (Murcia).

La devoción a la Procesión fue difundida por las órdenes dominicanas y franciscanas a través del Imperio español, en toda América Latina, e también en la Europa continental, especialmente en España, en Salamanca con el acto del Descendimiento seguido de la procesión del Santo Entierro desde 1615, y Cartagena en 1663, al igual que en Italia, Córcega y Mónaco, y en muchos lugares a que se extendió el Imperio español.

## Procesiones del Santo Entierro
Existen numerosas procesiones del Santo Entierro por todo el mundo, fundamentalmente, en territorio español. A continuación se presentan algunas de ellas:
- Procesión del Santo Entierro de Bercianos de Aliste (Zamora) - declarada de Interés Turístico Regional.
- Procesión del Santo Entierro de Cartagena (Murcia) – declarada de Interés Turístico Internacional.
- Procesión del Santo Entierro de Salamanca – declarada de Interés Turístico Internacional.
- Procesión del Santo Entierro de Tarragona – declarada Elemento festivo patrimonial de interés nacional de Cataluña.
- Procesión del Santo Entierro de Valencia de Don Juan (León) - declarada de Interés Turístico Provincial.
- Procesión General del Santo Entierro de Zaragoza – declarada de Interés Turístico Internacional.